# Tempelelefant

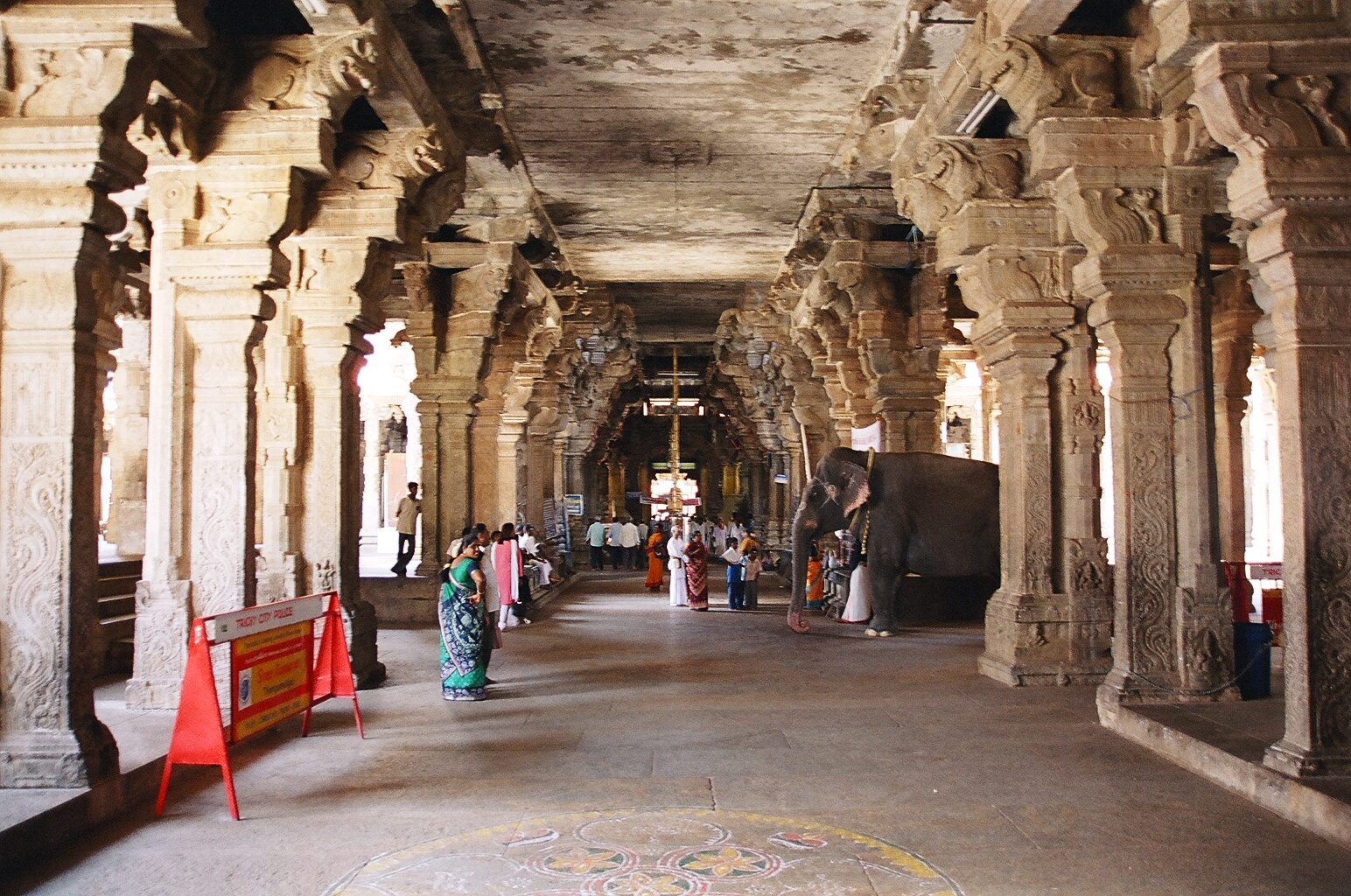
Tempelelefant im Srirangam Tempel, Tiruchirapalli, Tamil Nadu, 2006

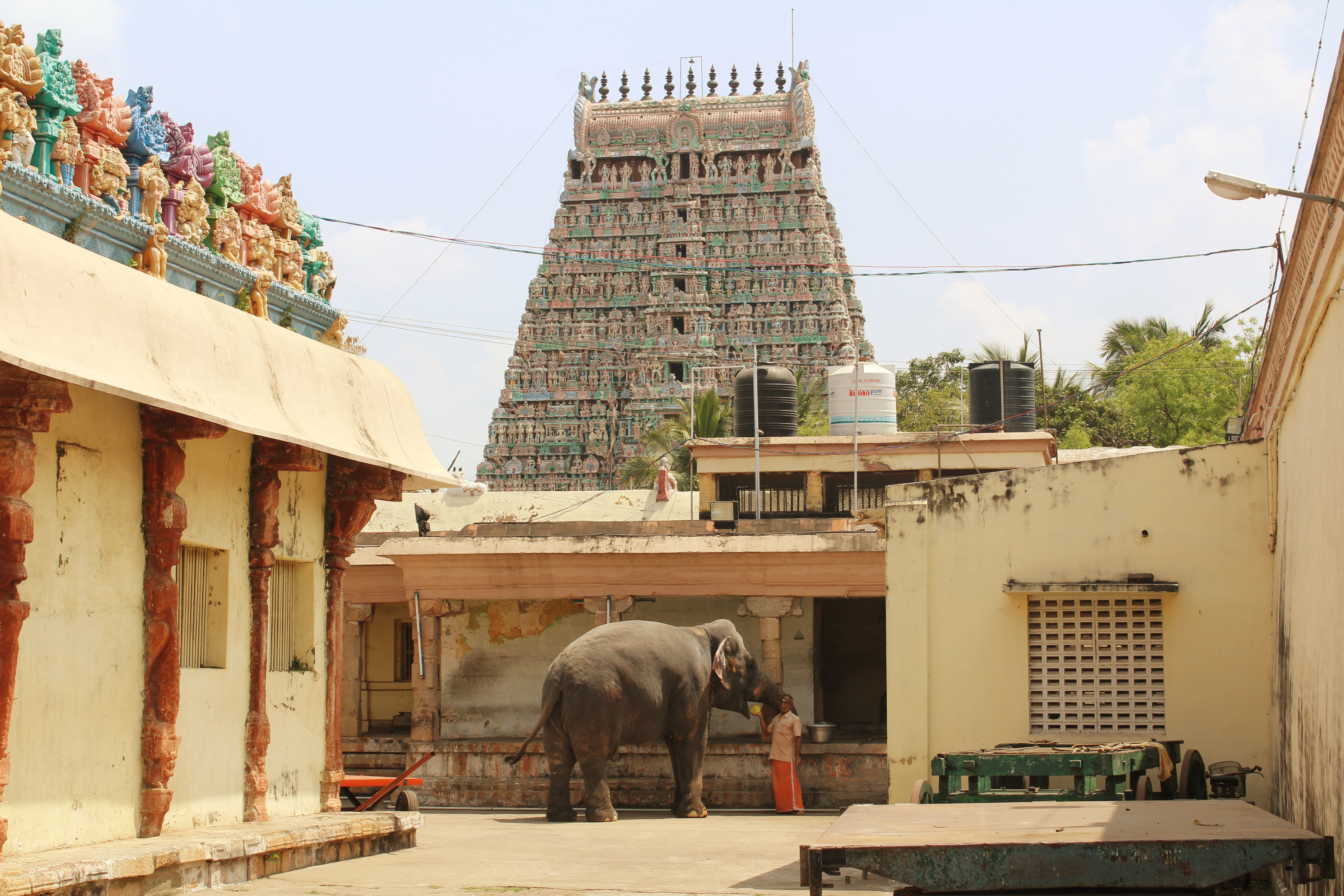
Tempelelefantin im Kumbeswarar Tempel, Kumbakonam, Tamil Nadu, 2020

Als Tempelelefant bezeichnet man Elefanten, die in asiatischen Ländern wie Indien und Sri Lanka in Tempeln gehalten werden.
Elefanten spielen allgemein in der hinduistisch und buddhistisch geprägten Kultur Süd- und Südostasiens eine bedeutende Rolle und gelten als heilig. Tempelelefanten nehmen normalerweise an religiösen Ritualen oder Prozessionen teil; Gläubige lassen sich auch von ihnen segnen. Es kommt jedoch vor, dass ein Tempel mehrere oder viele Elefanten besitzt, die nicht (alle) für Rituale eingesetzt werden. Bei großen religiösen Festivals (z. B. in Thrissur Puram) kommen auch Elefanten aus Privatbesitz zum Einsatz, die aufgrund besonderer körperlicher Merkmale als besonders heilig gelten. Auch sie werden in der Literatur als Tempel- oder Zeremonialelefanten bezeichnet.
Im frühen 21. Jahrhundert ist starke Kritik von Experten und Naturschützern an der Haltung gefangener Elefanten in Tempeln aufgekommen, da die Lebensbedingungen meistens problematisch sind und den Elefanten kaum Möglichkeiten bleiben, ihre natürlichen Bedürfnisse auszuleben.

## Vorgeschichte
Im Hinduismus gibt es den elefantenköpfigen Gott Ganesha als eine Verkörperung von Weisheit, Gelehrsamkeit und Wohlstand. Der heilige weiße Elefant Airavata gilt als Urahn aller Elefanten und spielt als Reittier des Gottes Indra eine hervorragende Rolle. Nach buddhistischen Legenden wurde die Mutter des historischen Buddha erst mit ihm schwanger, nachdem sie einen weißen Elefanten im Traum gesehen hatte; auch soll Buddha später von einem Elefanten, der ihn eigentlich zertreten sollte, gerettet worden sein. Darüber hinaus gibt es im Hinduismus weitere Mythen, in denen Elefanten eine wichtige Rolle spielen. Dies alles führte nicht nur dazu, dass südostasiatische Tempel oft mit Elefantenskulpturen geschmückt sind, sondern es wurden und werden auch lebende Elefanten in Tempeln gehalten, die nach hinduistischem und buddhistischem Glauben Glück bringen sollen. In einigen Tempeln haben Elefanten eine besondere Bedeutung im Zusammenhang mit einer an diesem Ort verehrten Gottheit.
Die Tradition der Haltung von Tempelelefanten ist uralt, aber es ist nicht genau bekannt, wann sie begann. Trotz der religiösen Assoziationen sollen Elefanten ganz ursprünglich in erster Linie zum Transport von Wasser vom meist nahegelegenen Fluss zum Tempel gebraucht worden sein; sie mussten außerdem während gewisser „glückverheißender Stunden“ in der Nähe des Tempels stehen, konnten aber in der übrigen Zeit frei im Wald beim Tempel leben. Erst später sollen sich andere, rituelle Funktionen herausgebildet haben. Manche Forscher vermuten außerdem, dass früher auch Kriegselefanten zwischen den Schlachten in Tempeln untergebracht wurden (Ghosh, 2005) – das betrifft vor allem Tempel mit einer Tradition von männlichen Elefanten, wie z. B. im indischen Staat Kerala.

## Indien

### Herkunft und Eigenschaften
Bis heute (Stand 2024) halten bedeutende Tempel vor allem Südindiens eigene Tempelelefanten, die entweder durch Kauf oder als Geschenk erworben werden. Dabei ist es jedoch hochwahrscheinlich, dass Elefanten, die Ende des 20. oder im 21. Jahrhundert als „Geschenk“ an einen Tempel deklariert wurden, in Wirklichkeit unter der Hand auf dem illegalen Schwarzmarkt erworben, aber offiziell als „Geschenk“ ausgegeben wurden – das ist eine gängige Praxis, seit 1972 der Handel mit Elefanten und 1982 der Fang wilder Elefanten in Indien verboten ist, aber trotzdem weiterhin bis in die Gegenwart (Stand 2024) illegal florierte (u. a. in Sonpur Mela). Tempel bzw. Festivals in Tamil Nadu und Kerala und anderer Staaten waren/sind auf jeden Fall in den illegalen Elefantenhandel verwickelt. Dabei wurden laut Suparna Ganguly, Gründerin des Wildlife Rescue and Rehabilitation Centre in Bangalore City, Elefantenbabys oder -kinder meistens in den nördlichen Wäldern von Assam, Bihar oder Arunachal Pradesh illegal gefangen und über mehrere Staatsgrenzen hinweg in südliche Staaten Indiens geschmuggelt, wobei auch Korruption eine Rolle spielt und Schmiergelder an Beamte gezahlt werden müssen.

Nur sehr selten wurde ein Elefant in einen Tempel ausdrücklich „gerettet“ – umgekehrt kommt es jedoch öfters vor, dass malträtierte oder überarbeitete Elefanten aus Tempeln gerettet werden mussten.

Elefanten, die bereits in einem Tempel geboren werden, sind extrem selten, da viele Tempelelefanten allein und in Isolation gehalten werden, keinen oder kaum Kontakt zum anderen Geschlecht haben und außerdem die Fortpflanzungsfähigkeit von Elefantenkühen in Gefangenschaft stark abnimmt, besonders wenn sie sich nicht wohlfühlen; darüber hinaus werden männliche Elefanten in Musth – eine wichtige Voraussetzung für die Paarung – gewöhnlich isoliert und strengstens angekettet. Laut Richard C. Lair (1997) gilt aber auch in „hinduistischen Tempeln ... ein ausdrückliches Zuchtverbot“. Im Jahr 2009 befanden sich unter den Tempelelefanten Indiens keine Tiere unter 6 Jahren, die meisten waren zwischen 16 und 60 Jahre alt.

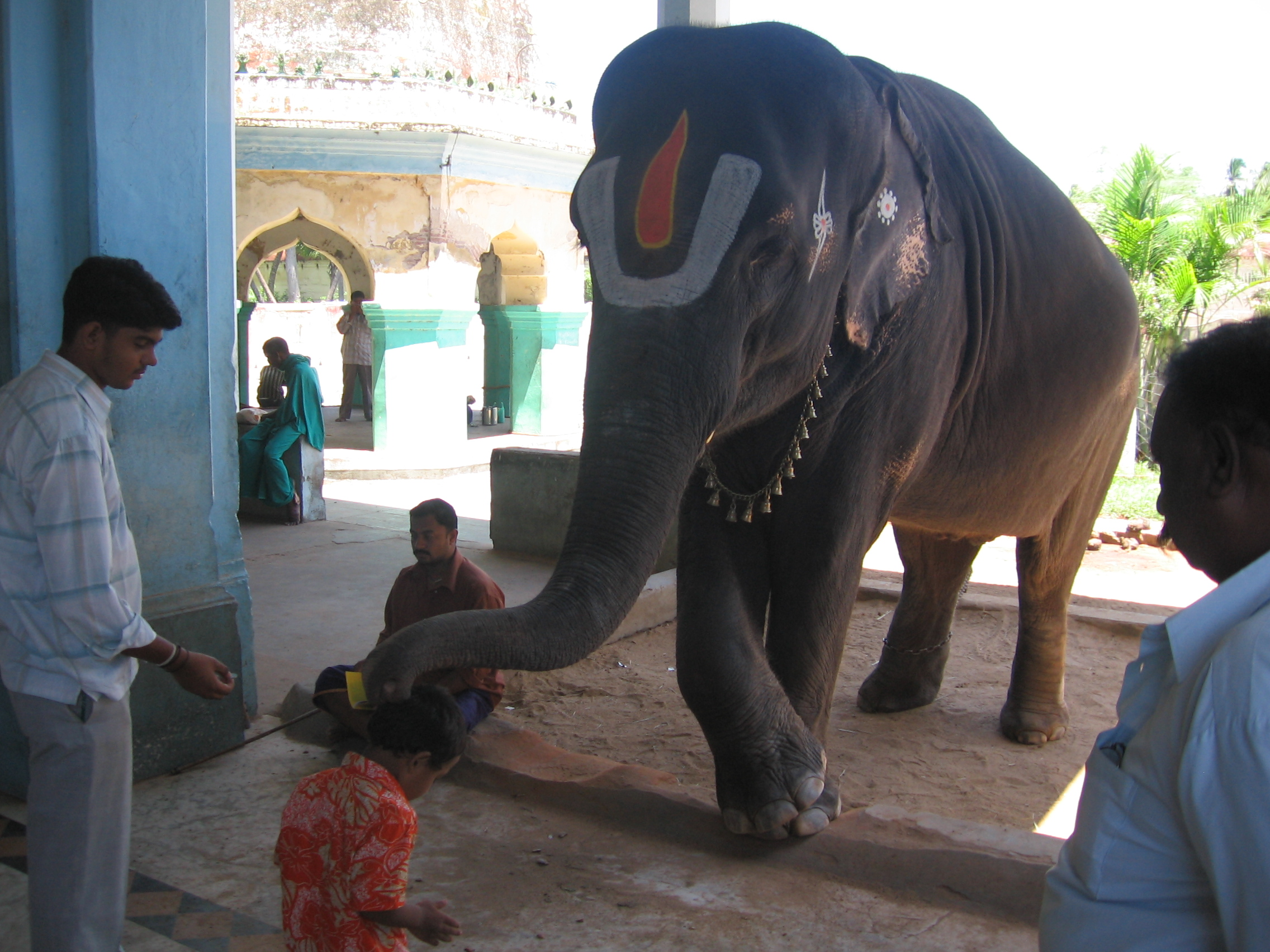
Segnende Tempelelefantin im Oppiliappan Tempel, Kumbakonam, 2007

In den Staaten Tamil Nadu und Karnataka findet man vor allem weibliche Tempelelefanten. Im Zeitalter der sozialen Medien sind einige dieser Elefanten besonders bekannt oder populär, wie etwa in Tamil Nadu die Tempelelefantinnen Andal (oder Andaal) im Srirangam- (oder Sri Ranganathaswamy) Tempel in Tiruchirapalli, Akila im Jambukeshwara-Tempel in Tiruvanaikkaval oder Mangalam im Kumbeshwara- (oder Kumbeswarar Kovil) Tempel in Kumbakonam (Stand 2024). Im südindischen Staat Kerala dagegen werden traditionell männliche Tempelelefanten bevorzugt, die jedoch besonders während der zeitweiligen Musth-Perioden aggressiver sind und gefährlich werden können. Allein der Guruvayur-Tempel im Distrikt Thrissur besaß im Jahr 2009 54 Elefantenbullen, plus 6 Weibchen, im Jahr 2019 waren es 45 Bullen, von denen laut Sangita Iyer nur 13 für Rituale verwendet wurden.

### Aufgaben
Die Tempelelefanten nehmen gemeinsam mit ihren Mahuts an religiösen Zeremonien im Tempel teil. Dazu werden sie an Gesicht, Rüssel und Ohren bemalt und unter Umständen auch mit Girlanden, farbenprächtigen Schabracken und einem sogenannten Nettipattom, das die Stirn und einen Teil des Rüssels bedeckt, geschmückt. Häufig tragen Tempelelefanten auch ein oder mehrere Glöckchen um den Hals oder am Körper. Außerdem werden ihnen zuvor einige spezielle Fähigkeiten antrainiert, wie z. B. sich zu verneigen oder eine Art „Gebetshaltung“ mit zur Stirn erhobenem Rüssel einzunehmen; auch lernen einige Elefanten Mundorgel (oder Mundharmonika) zu spielen.
Zu den Pflichten der Tempelelefanten gehört auch, zusammen mit ihrem Mahut an einem bestimmten Ort im Tempel, oft nahe beim Eingang, zu stehen, um den Gläubigen Segen zu spenden, der im kurzen Auflegen oder Antippen des Rüssels auf den Kopf besteht. Laut einer Studie von 2010 waren Tempelelefanten in Tamil Nadu durchschnittlich etwa 4½ Stunden täglich mit Segnen beschäftigt, wobei sie die ganze Zeit (manchmal angekettet) stehen müssen. Es soll vorkommen, dass einzelne Elefanten an Festtagen 800 bis 2000 (!) mal den Segen spenden müssen.
Darüber hinaus gibt es besondere religiöse Feste mit glamourösen Elefanten-Prozessionen und Paraden, die auch viele Touristen anziehen – besonders bekannt sind die Elefantenparaden in Kerala. Bei den großen Tempelfesten werden zusätzlich Elefanten und deren Mahuts „angemietet“, was pro Elefant bis zu etwa 10.000 Dollar pro Festival kosten kann. Der oben erwähnte Guruvayur-Tempel vermietet beispielsweise seine Elefanten und nahm um 2019 für einen „berühmten Elefanten“ („celebrity elephant“) 700.000 Rupien (= ca. 11.600 Dollar) pro Tag.

### Lebensbedingungen, Probleme, Kritik

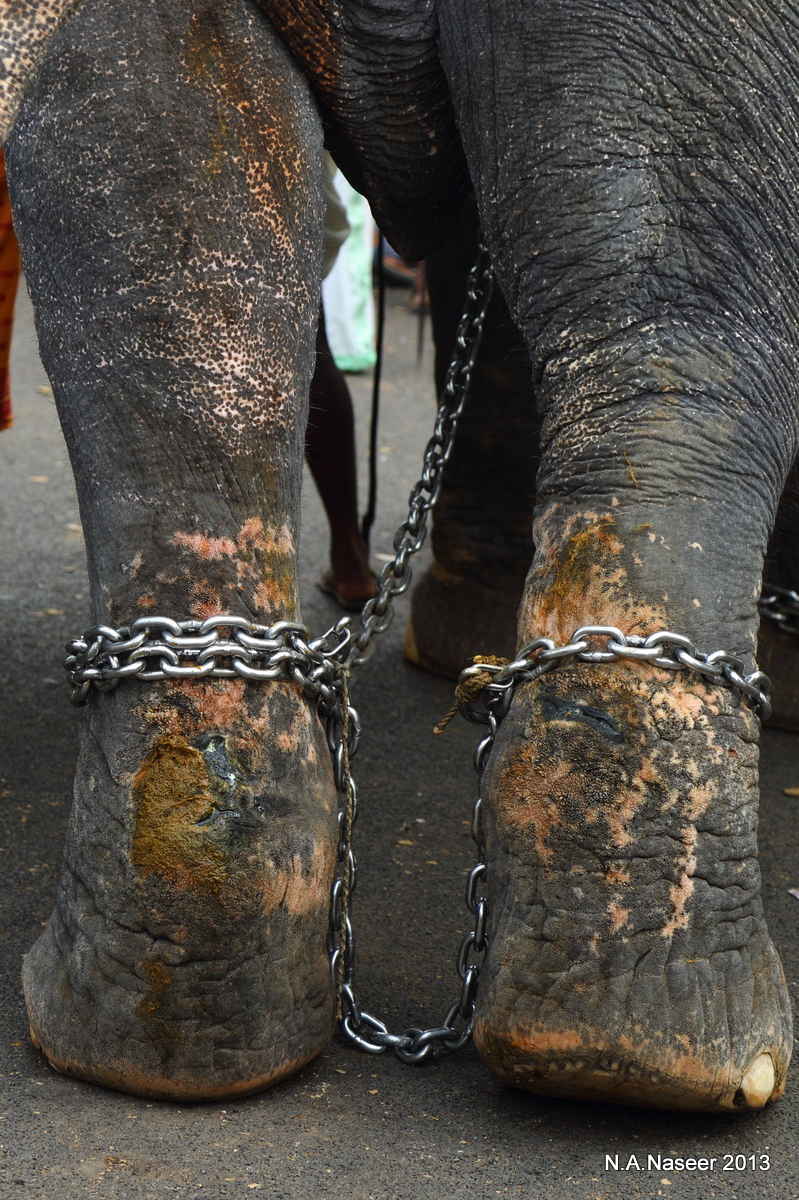
Elefant in Ketten mit verletzter Haut, Thrissur Pooram Festival, Kerala

Eine erste wissenschaftlich fundierte Studie über Tempelelefanten und ihre Lebensbedingungen wurde 2009 publiziert, untersucht wurden 267 Elefanten aus 112 Tempeln in fünf indischen Staaten; die Mehrheit der untersuchten Elefanten (161) lebte in Kerala. Die Ergebnisse waren bedenklich: Bei neun von zehn beobachteten Parametern (z. B. Nahrung, Unterkunft, Bewegungsmöglichkeiten, Gesundheit, Zugang zu Wasser und Bademöglichkeiten, soziale Kontakte mit anderen Elefanten etc.), die für Elefanten in Gefangenschaft eigentlich lebenswichtig sind, gab es beträchtliche Defizite; ein arttypisches Verhalten der Tempelelefanten wurde auf mannigfaltige Weise beschnitten.

Insgesamt kamen die Forscher von 2009 zu folgendem Ergebnis: „Die Haltung von Elefanten in Tempeln und die Sicherstellung ihres Wohlergehens in diesen Einrichtungen scheint eine schwierige Aufgabe zu sein. Es liegt im Interesse der Elefanten und der Allgemeinheit, dass keine neuen Elefanten in Tempeln untergebracht werden. Am besten wäre es, die Elefanten in den Tempeln über einen bestimmten Zeitraum auslaufen zu lassen“.

Eine breitere Öffentlichkeit erreichte die Elefantenschutzaktivistin Sangita Iyer mit ihrem später vielfach preisgekrönten Dokumentarfilm Gods in Shackles („Götter in Ketten“), den sie 2016 herausbrachte und in dem sie die schockierend brutale Realität der Tempel- und Zeremonialelefanten hinter der glitzernden Fassade von religiösen Festivals wie dem von Thrissur Puram aufdeckt. Iyer, ihre Organisation Voices for Asian elephants und verschiedene andere Tierschutzorganisationen in aller Welt wenden sich gegen die gängigen tierquälerischen Praktiken: Wie fast alle in Gefangenschaft lebenden asiatischen Elefanten werden auch Tempelelefanten als Babys ihren Müttern entrissen und der brutalen, lebensgefährlichen Prozedur namens „Phajaan“ unterworfen, bei der sie gefesselt, geschlagen, ausgehungert und regelrecht gefoltert werden, um sie gefügig zu machen. Wenn die Trennung von der Mutter zu früh geschieht (und das Baby überlebt), hat dies lebenslange gesundheitliche Konsequenzen für den Elefanten, da Elefantenkälber sehr lange von der Muttermilch abhängig sind. Später müssen die Elefanten nicht nur stundenlang auf harten Beton- oder Steinböden herumstehen – laut einer Studie von 2010 hatten Tempelelefanten in Tamil Nadu weniger als eine Stunde Bewegung am Tag und mussten etwa 70 % ihrer Zeit stehen–, meistens mit kurzen Ketten gefesselt und isoliert von den Artgenossen, sie werden auch geschlagen und mit spitzen Elefantenhaken bedroht; viele Tiere haben Probleme mit den Füßen und Gelenken oder andere gesundheitliche Probleme und/oder zeigen das sogenannte „Weben“, ein stereotyp hin- und her-wippendes Verhalten, das typisch für Tiere in Gefangenschaft ist und auf seelisches Trauma hindeutet – im Gegensatz dazu wird das Weben von indischen Mahuts und unwissenden Anhängern der traditionellen Elefantenhaltung als „Tanzen“ und als ein Zeichen gedeutet, dass ein Elefant glücklich wäre. In besonders schlimmen Fällen wurden Elefanten auch an Ketten gelegt, die mit spitzen Haken versehen sind und sich in das Fleisch bohren, ebenso wurden einigen Tieren von wütenden Mahuts die Augen ausgehackt. Während der religiösen Festivals müssen die mit einem außergewöhnlich feinen Gehör begabten Tiere außerdem das Geschrei riesiger Menschenmassen und Lärm von Feuerwerkskörpern ertragen. Selbst Elefanten, die an schmerzhaftem Rheumatismus, Arthritis, Bronchitis oder anderen chronischen Erkrankungen litten, wurden nur selten von der Teilnahme an anstrengenden Festivals verschont, trotz gegenteiliger gesetzlicher Bestimmungen – die Besitzer ließen sich sogar von offensichtlich bestechlichen oder inkompetenten Tierärzten die angebliche Gesundheit und „Fitness“ eines in Wahrheit kranken Elefanten bescheinigen. Dabei nahmen Tempelelefanten in Kerala um 2009 während der Festivalsaison an 40 bis 100 verschiedenen Programmen teil und mussten dazu immer wieder an verschiedene Orte in einem Umkreis von 35 bis 150 km reisen. Viele Tempelelefanten, darunter auch die schon mehrfach erwähnten Elefanten des Guruvayur-Tempels, bekamen (Stand 2019) darüber hinaus eine viel zu einseitige Ernährung, hatten bei glühender Hitze keinen Zugang zu Wasser und litten unter teilweise tödlichen Krankheiten, die u. a. durch mangelhafte Hygiene verursacht sind.
 
Besonders hart werden männliche Tempel- (und andere in Gefangenschaft lebende) Elefanten  behandelt, die jedes Jahr während ihrer drei bis vier Monate dauernden Musth-Perioden ständig auf engstem Raum gefesselt und ohne Bewegungsmöglichkeit stehen müssen und nach Ende der Musth einem traditionellen „Ritual“ namens Katti Adikkal unterzogen werden, wo sie (ähnlich wie beim Phajaan) 48 bis 72 Stunden lang von einer Gruppe von Männern ununterbrochen geschlagen werden, um ihren Willen erneut zu brechen.

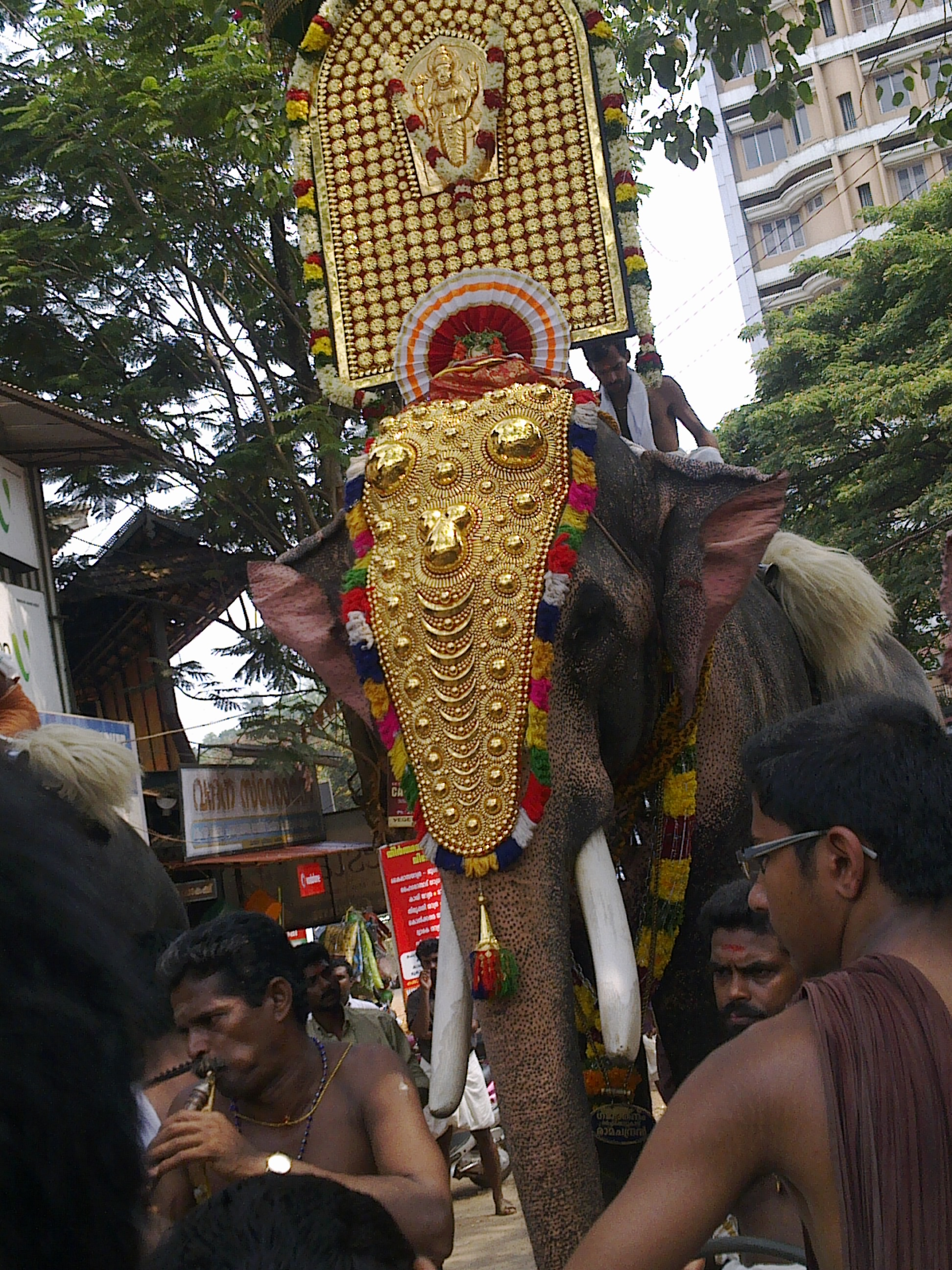
Der berühmte Elefant Thechikkottukavu Ramachandran im Festornat während einer Prozession, 2011 (Ramanchira Tempel, Thrissur)

Die schwere, traumatisierende Belastung der Tiere äußert sich nicht zuletzt in den immer wieder in Nachrichten auftauchenden Berichten von „durchdrehenden“ Elefanten, die entweder plötzlich und scheinbar unerwartet „ausrasten“ und dabei – wahrscheinlich oft ungewollt – andere Elefanten, ihren Mahut oder einen anderen Menschen verletzen oder „umbringen“, oder inmitten von Menschenmassen manchmal auch Menschen tottrampeln. Ein bekannter Fall für das letztere ist der berühmte und auch nach mehreren tragischen Zwischenfällen (Stand 2024) hochverehrte Elefantenbulle Thechikkottukavu Ramachandran, der als „größter asiatischer Elefant in Gefangenschaft“ gilt, mehrfach aus Stress „Amok lief“ und dabei sowohl Menschen als auch Artgenossen tötete; Ramachandran selber ist Opfer eines Mahuts, der ihm irgendwann ein Auge blind hackte. Ramachandran wurde bereits aus Sicherheitsgründen vonseiten der Regierung vom bekannten Thrissur Puram Tempel Festival ausgeschlossen, wo er u. a. bei einer traditionellen Zeremonie ein Tempeltor öffnete, zum begeisterten Geschrei einer entfesselten Menschenmasse – er musste jedoch wegen massiver Proteste der Festival-Organisatoren, Elefantenbesitzer, Fans und der Kerala Elephant Owners Federation wieder zugelassen werden.
Möglicherweise als Reaktion auf die sich häufenden Proteste wegen Tierquälerei wurden sogenannte „Rejuvenation“-Camps („Verjüngungscamps“) für Tempelelefanten eingerichtet, die einmal im Jahr für etwa sechs Wochen stattfinden. Dabei müssen die Elefanten jedoch nach wie vor angekettet herumstehen, viele haben starke Probleme mit den Beinen, einige machen auch stereotype Pendel-Bewegungen mit dem Kopf („Weben“), die als typisches Zeichen für seelisches Trauma gelten und u. a. auf den chronischen Bewegungsmangel und das ewige Stehen zurückzuführen sind. Im Jahr 2021 gab es einen Skandal wegen eines Youtube-Videos, auf dem zwei Mahuts in einem „Rejuvenation“-Camp zu sehen sind, die eine Tempelelefantin aus Assam mit Schlägen misshandelten.
Die Tierschutzorganisation PETA hat einem Tempel im Bundesstaat Kerala, der freiwillig auf derartige Tierquälereien verzichtete, im März 2023 einen lebensecht aussehenden mechanischen Roboter-Elefanten geschenkt. Mehrere andere Tempel folgten schon bald dem Beispiel und gingen zu mechanischen Elefanten über.

## Sri Lanka

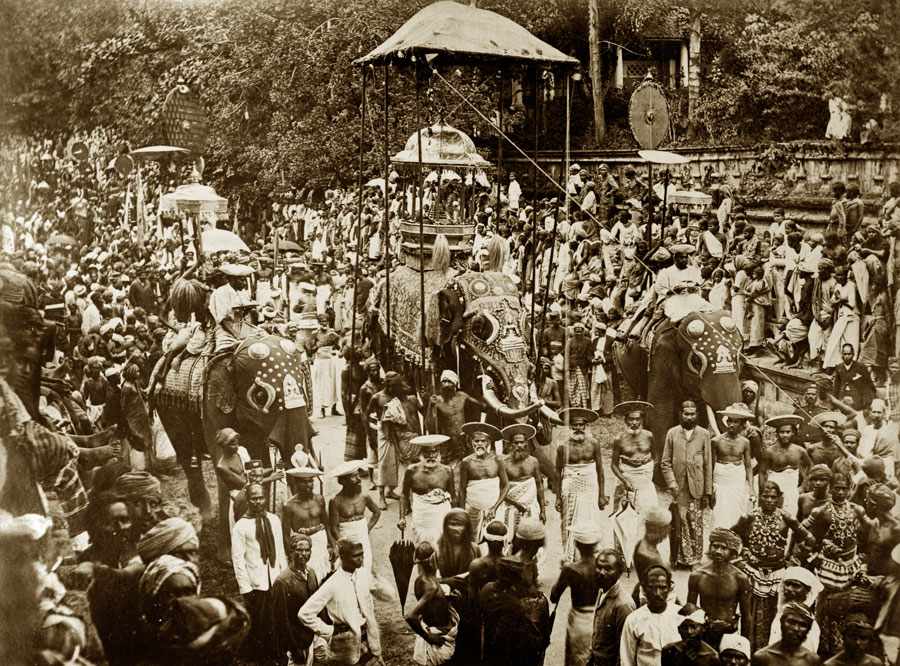
Elefanten mit Buddha-Reliquiar bei der Kandy Esala Perahera, Sri Lanka, um 1885

Die Situation der Tempelelefanten ist in Sri Lanka ähnlich, wo es ebenfalls große Festivals mit Elefantenparaden gibt, deren berühmteste die sogenannte Kandy Esala Perahera und die Perahera von Kataragama sind. Die Prozessionen der Kandy Esala Perahera drehen sich um eine heilige Zahnreliquie des Buddha, die im Tempel Sri Dalada Maligawa (oder Zahntempel) in Kandy aufbewahrt wird; an den Prozessionen im Juli–August müssen etwa 60 Elefanten auftreten. Nur wenige ausgewählte männliche Elefanten dürfen dabei das Zahnreliquiar tragen, sie müssen sehr umgänglich sein und traditionell bestimmte körperliche Merkmale aufweisen – unter anderem müssen sie besonders groß sein, lange beeindruckende Stoßzähne haben, und 7 Punkte des Körpers, die 4 Beine, der Rüssel, der Penis und der Schwanz, müssen alle gleichzeitig den Boden berühren. Die entsprechenden Elefanten werden einer besonderen Kaste zugeordnet, gelten als besonders heilig und sind Objekt größter Verehrung. Im 20. und frühen 21. Jahrhundert waren dies die Elefanten Maligawa Raja (um 1913–1988; von 1953 bis 1986), Heiyantuduwa Raja († 2002; von 1991 bis 2000) und Nadungamuwa Raja (1953–2022; von 2006 bis 2021). Nach dem Tode von Maligawa Raja 1988 wurde ein nationaler Trauertag ausgerufen, später wurde sein Körper ausgestopft und ist in einem speziellen Museum im Zahntempel ausgestellt; auch Nadungamuwa Raja wurde 2022 nach feierlichem Staatsbegräbnis im buddhistischen Ritus auf Anordnung des Präsidenten Gotabaya Rajapaksa ausgestopft. Heiyantuduwa Raja war kein reiner Tempel- oder Zeremonialelefant, er wurde auch für einige Filme „vermietet“, unter anderem für Indiana Jones; sein Skelett befindet sich im Colombo National Museum.
Auch bezüglich der Tempelelefanten Sri Lankas gab es bereits Proteste von Tierschützern gegen den Missbrauch der Elefanten. 2019 ging der Fall der alten Elefantin Tikiri durch die Presse, die trotz ihres bedenklich geschwächten und abgemagerten körperlichen Zustandes, der jedoch durch die glamouröse Ganzkörper-Verkleidung versteckt worden war, zum zigsten Male und tagelang an der Perahera in Kandy teilnehmen musste und laut einer Meldung der thailändischen Tierschützerin Lek Chailert nur wenige Wochen später im September 2019 verstarb.
2023 machte der Fall des 29-jährigen männlichen Tempelelefanten namens Muthu Raja („Perlenkönig“) alias Sak Surin international Schlagzeilen. Muthu Raja kam 2001 zusammen mit zwei anderen Elefanten als Geschenk der thailändischen Königsfamilie nach Sri Lanka und lebte dort als Tempelelefant im buddhistischen Kande Viharaya Tempel; er nahm außerdem an religiösen Prozessionen teil. Nach Vorwürfen von Vernachlässigung und Missbrauch (in der Forstwirtschaft) wurde der Elefant – der unter anderem an mehreren Abszessen und einem durch eine unbehandelte Verletzung hervorgerufenen steifen Bein litt – zurück nach Thailand geschickt, wo er im Thai Elephant Conservation Center, Lampang behandelt wurde. Der Fall führte auch zu einer gewissen Verstimmung auf diplomatischer Ebene zwischen den beiden Ländern.

## Myanmar
Die 2009 eingeweihte buddhistische Uppatasanti-Pagode in Myanmars Hauptstadt Naypyidaw hält auf ihrem Gelände einige weiße Elefanten. Diese werden nicht nur in Myanmar, sondern in ganz Südostasien als besonders heilig und kostbar verehrt und dürfen nicht für Arbeiten verwendet werden. Infolgedessen werden diese Elefanten nicht für Rituale, Prozessionen oder Segnungen verwendet, sondern leben nahe der Pagode auf einem eigenen Gelände ähnlich wie in einem Zoo. Jedoch wurde auch in diesem Fall stereotypes Hin-und-Her-Wippen beobachtet, was darauf hindeutet, dass auch diese Elefanten offensichtlich nicht optimal gehalten werden (u. a. an engen Ketten, auf harten Steinböden).

## Fotogalerie

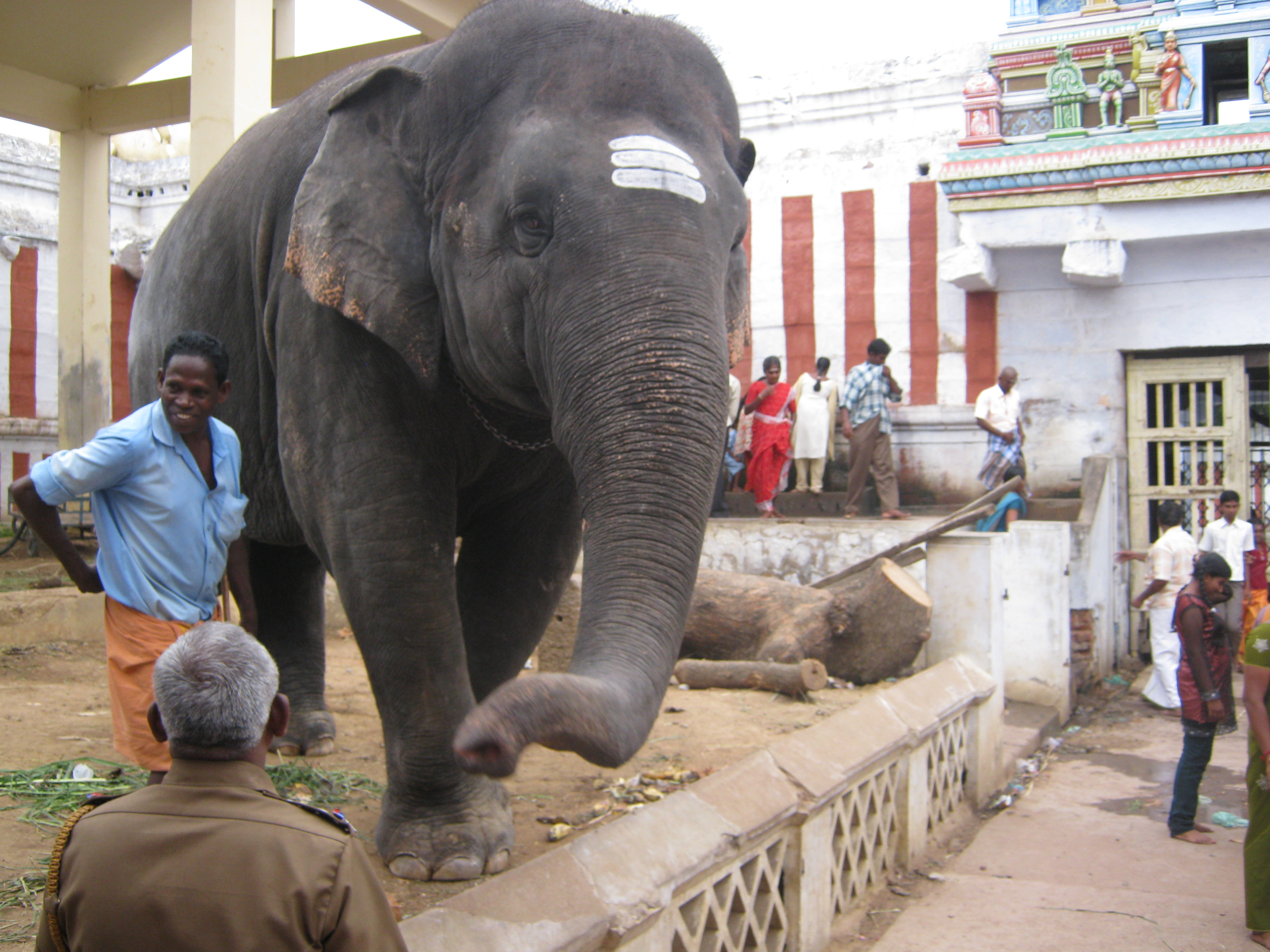
Tempelelefantin in Tamil Nadu
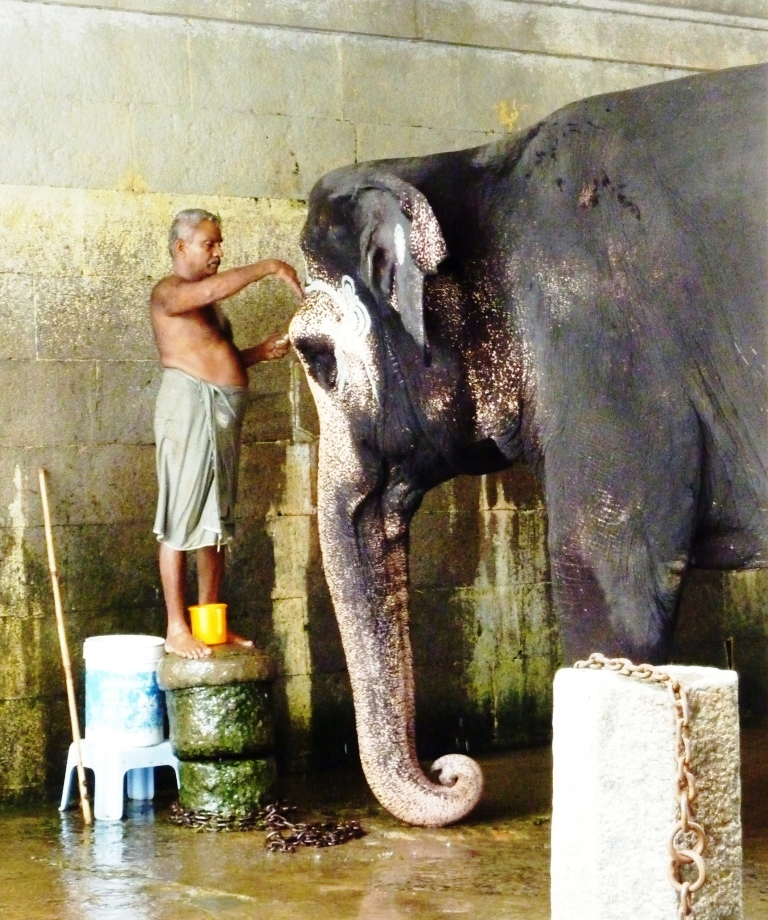
Ein Mahut beim Bemalen der Stirn seiner Tempelelefantin, Kanchipuram, Tamil Nadu
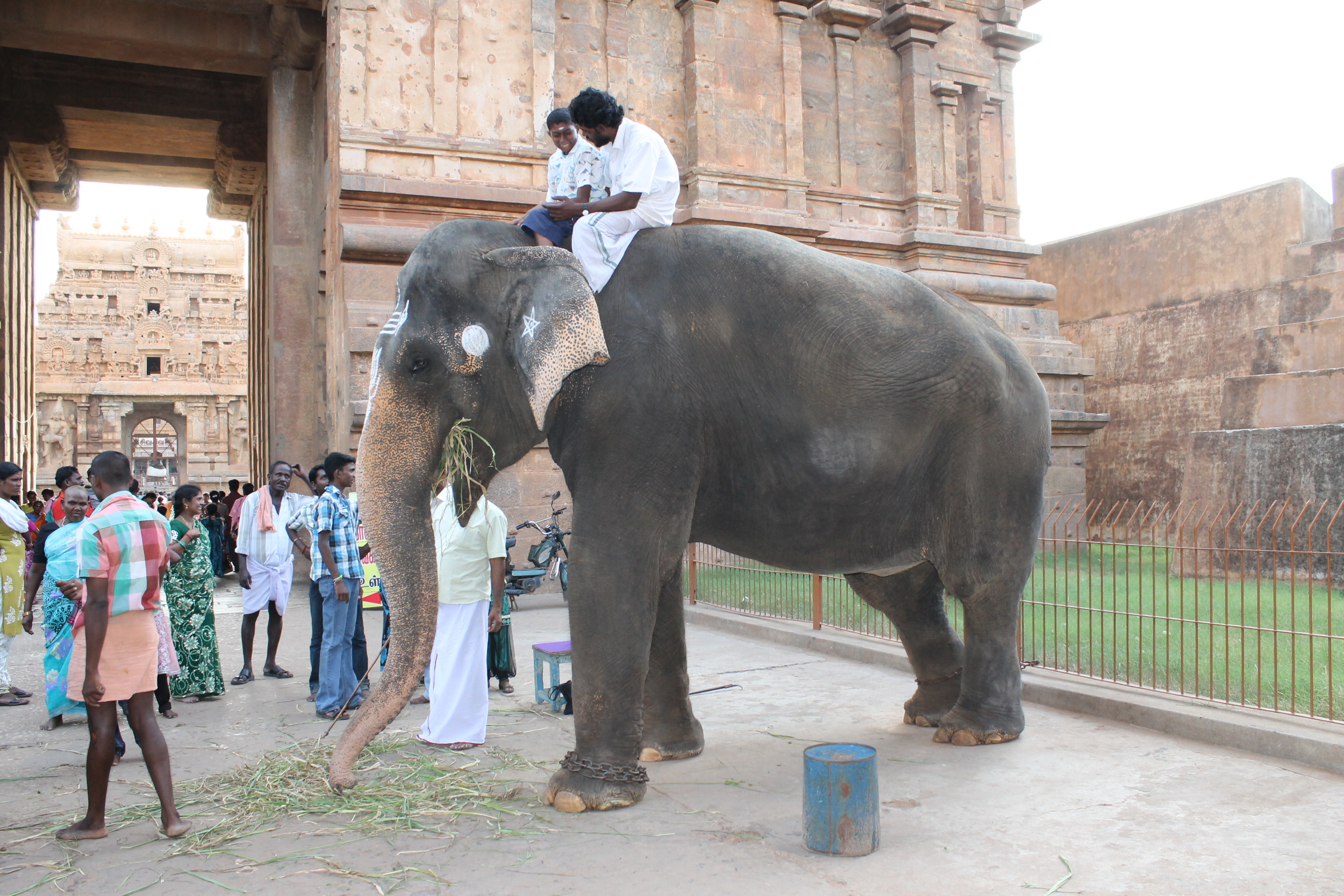
Tempelelefant mit Gläubigen im Brihadisvara-Tempel, Thanjavur, Tamil Nadu
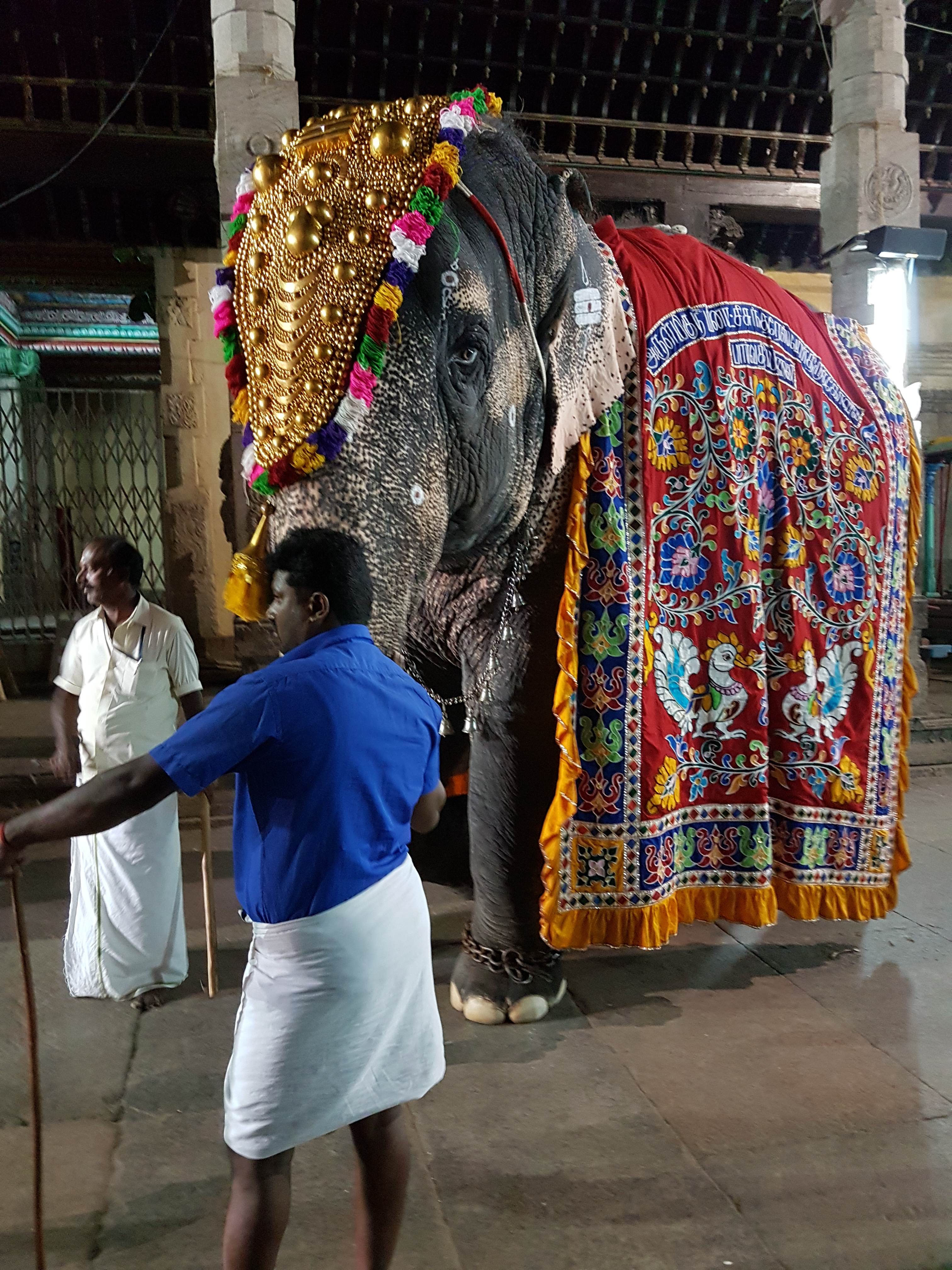
Tempelelefantin im Ornat im Menakshi Tempel, Madurai, Tamil Nadu
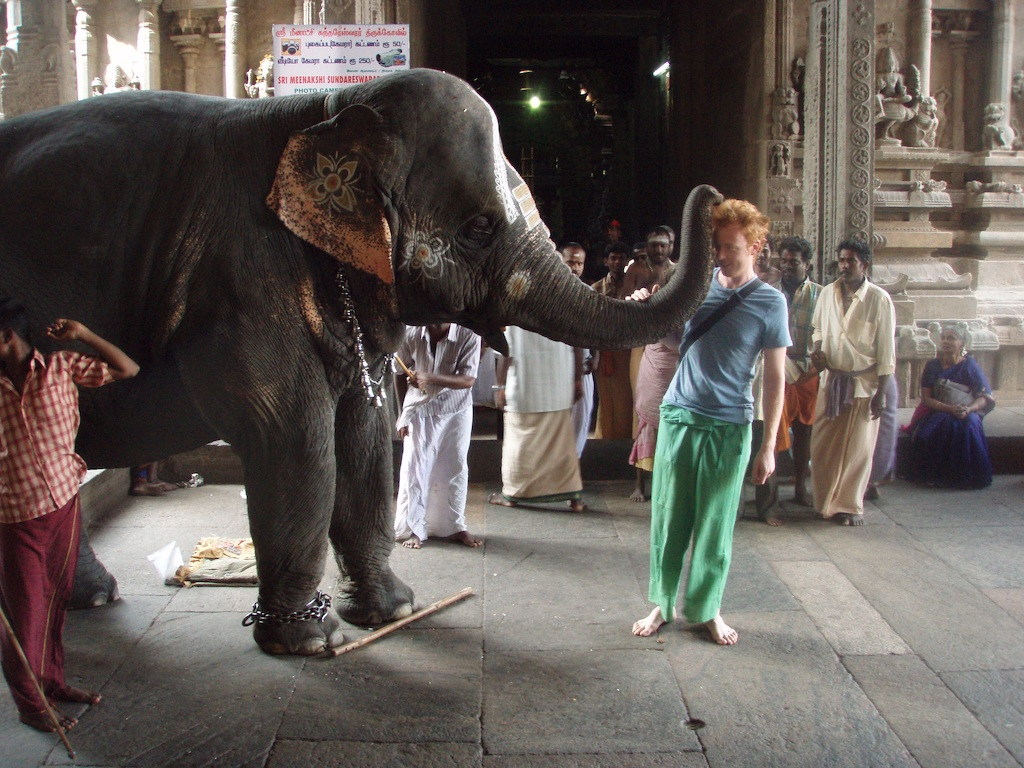
Tempelelefantin segnet einen Touristen im Meenakshi-Tempel, Madurai, Tamil Nadu
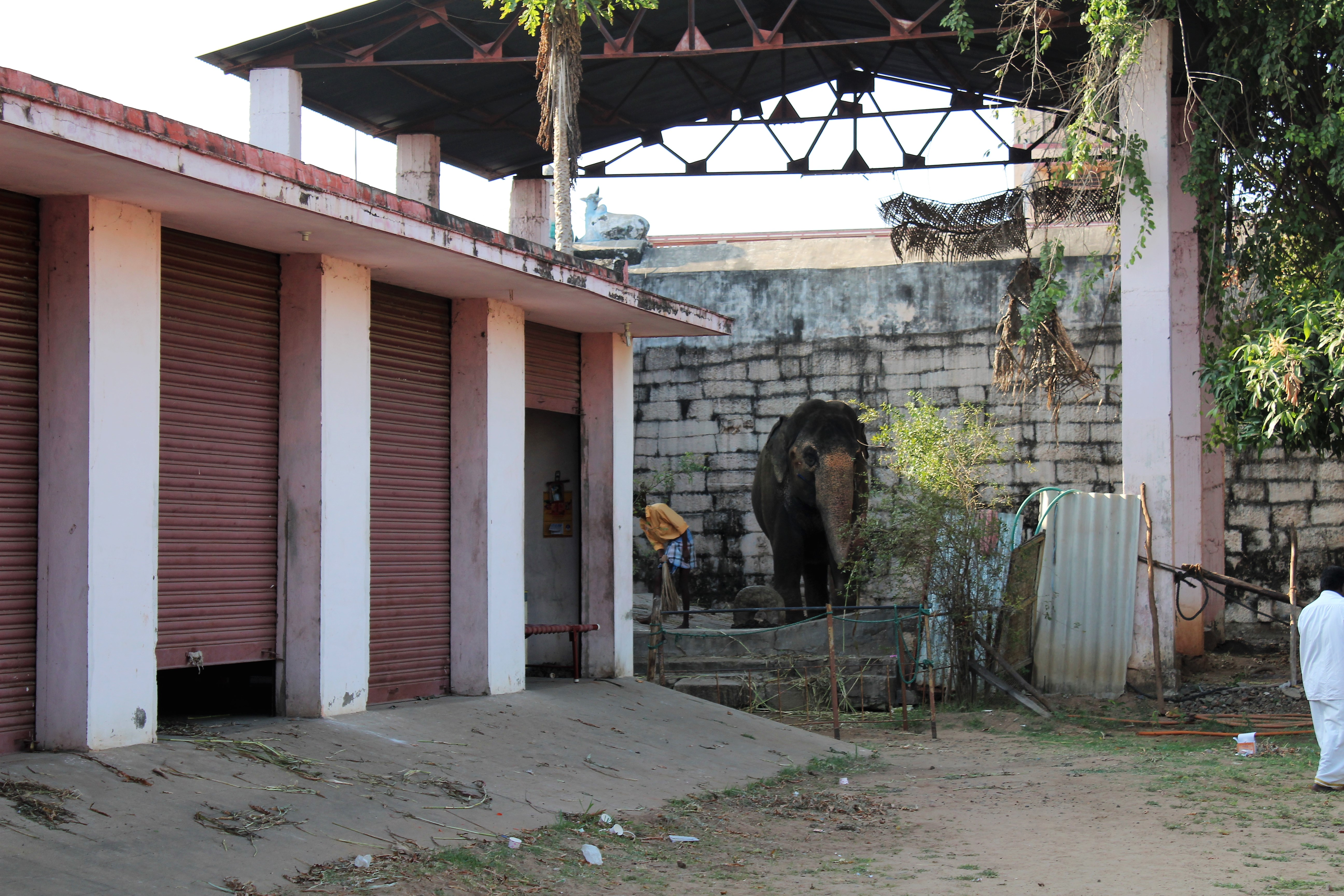
Tempelelefantin in ihrem Gehege, Neyyadiyappar Tempel, Thirupathur, Tamil Nadu
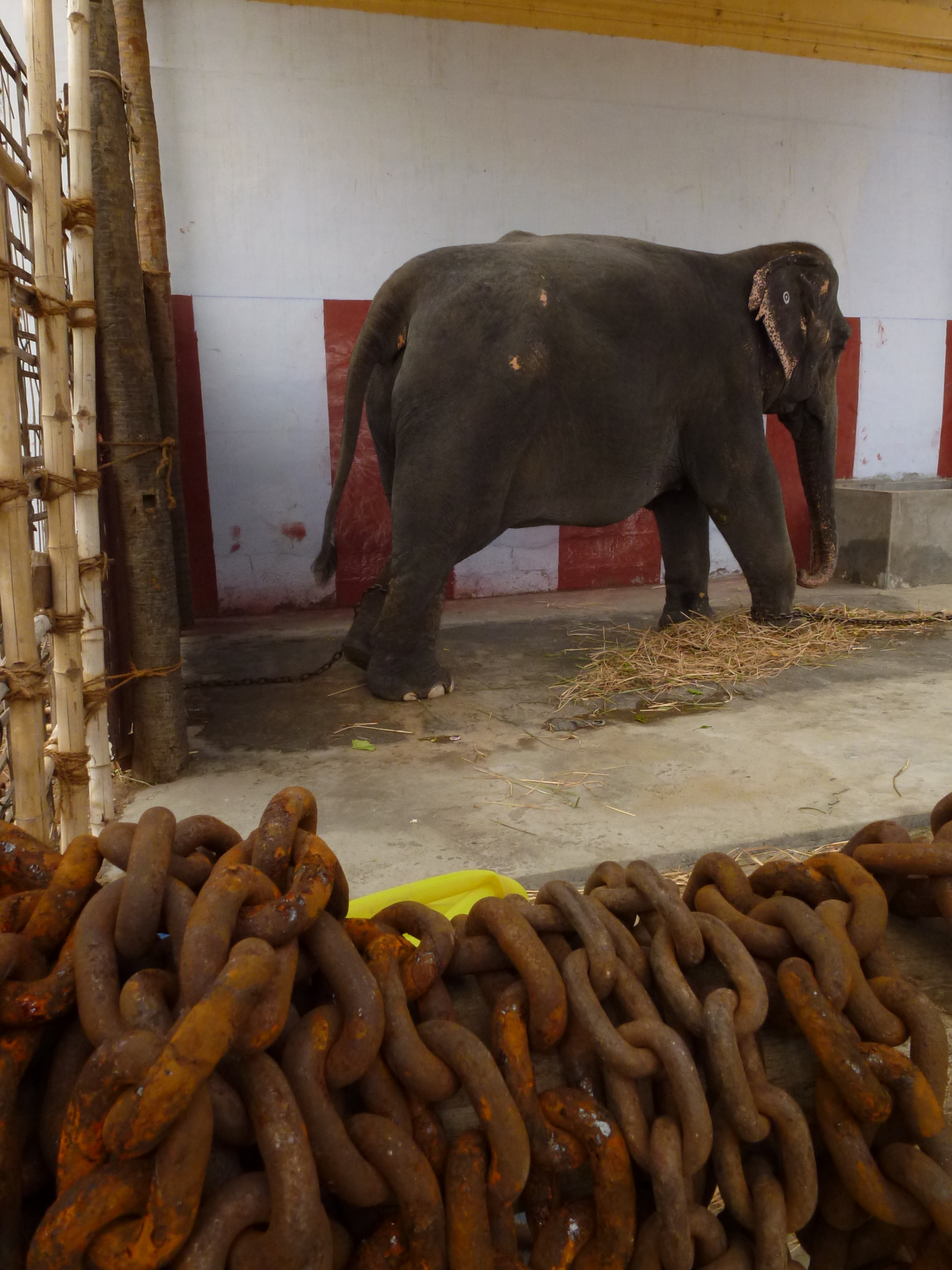
Tempelelefantin in ihrem Stall, Thiruvaiyaaru Thanjavur, Tamil Nadu
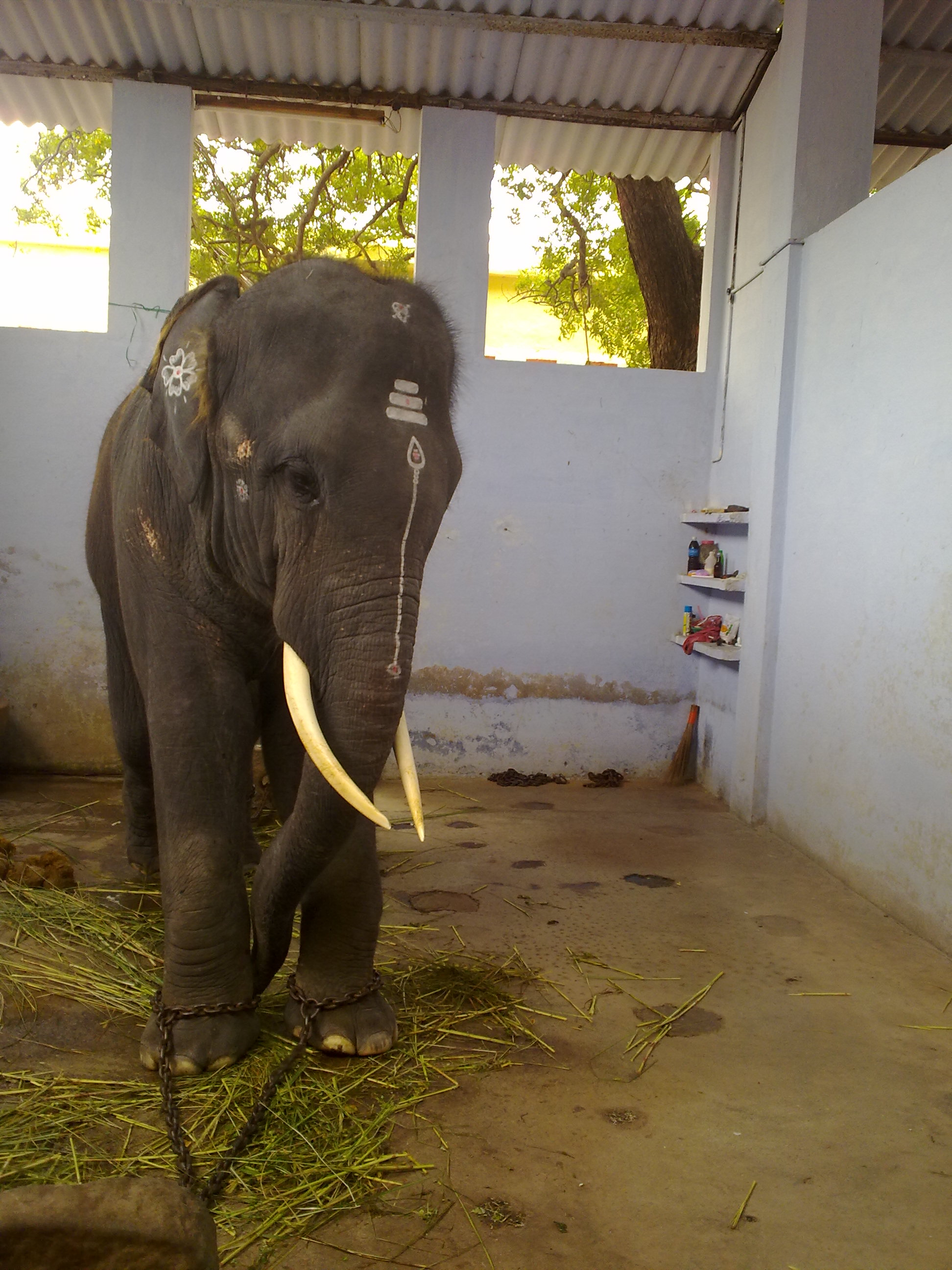
Angeketteter Tempelelefant in seinem Stall, Thiruchenthur Tempel, Tamil Nadu
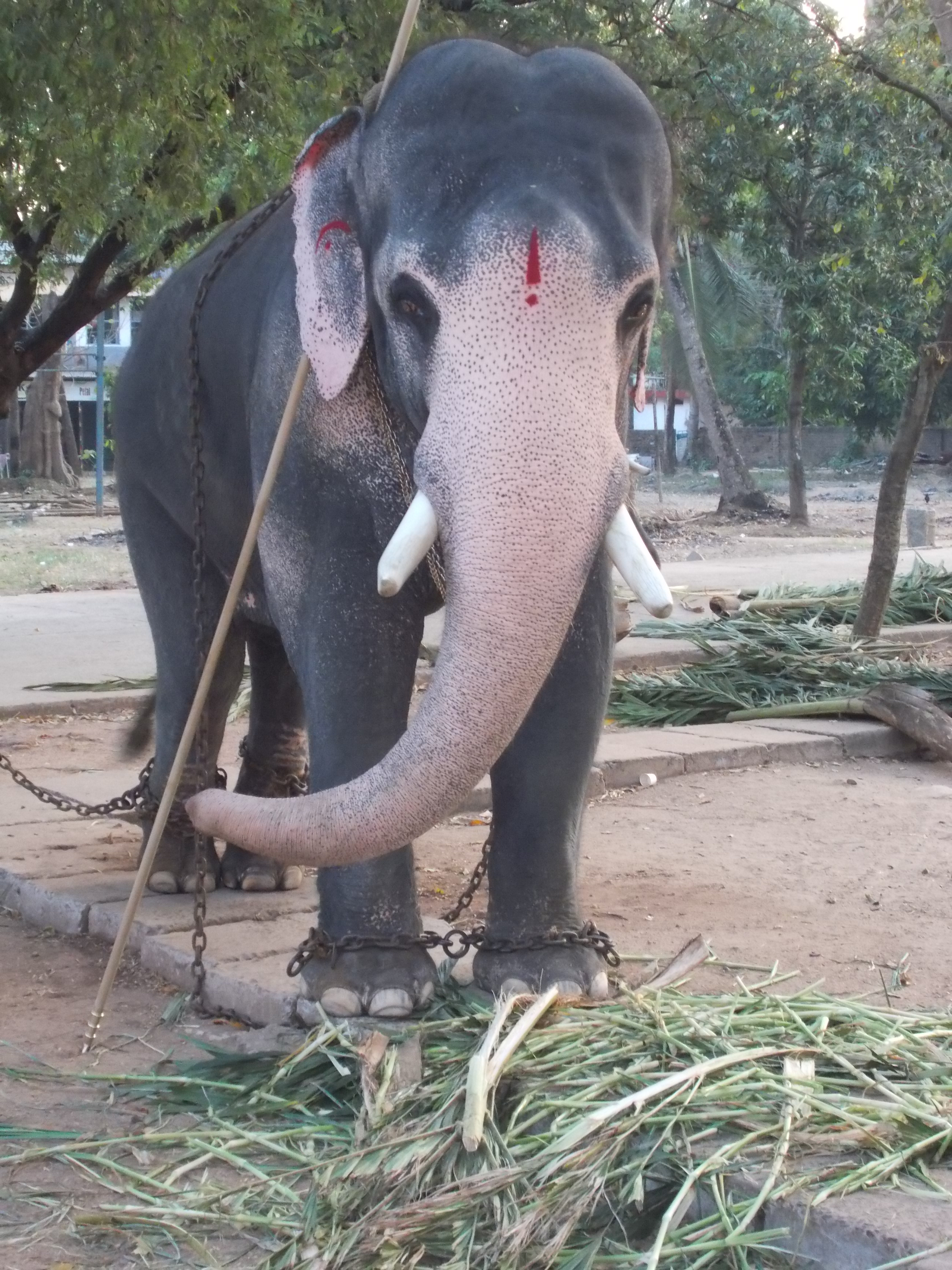
Elefant des Guruvayur Tempels (Thrissur, Kerala) in Ketten
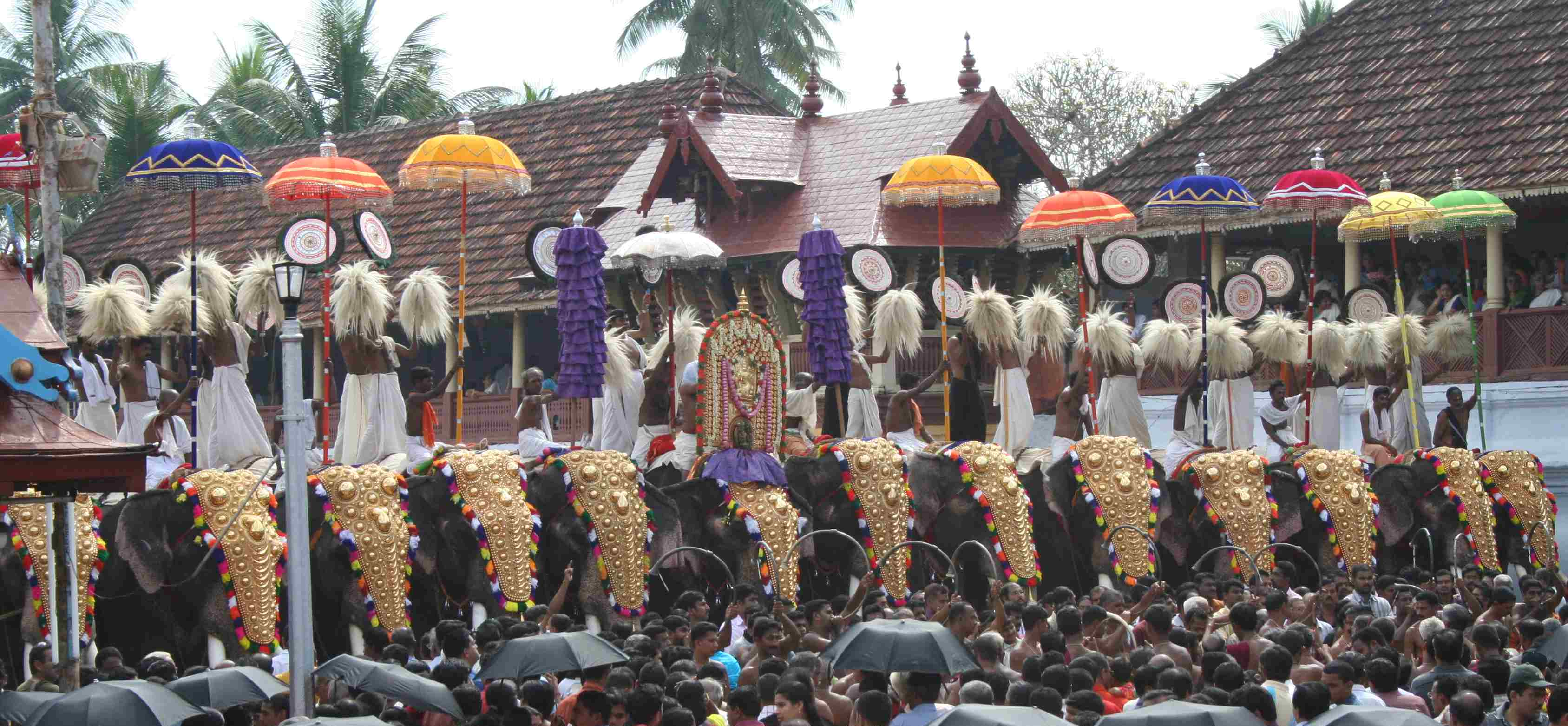
Elefantenparade beim Sree Poornathrayeesa Festival in Thrippunithura, Kerala, 2007
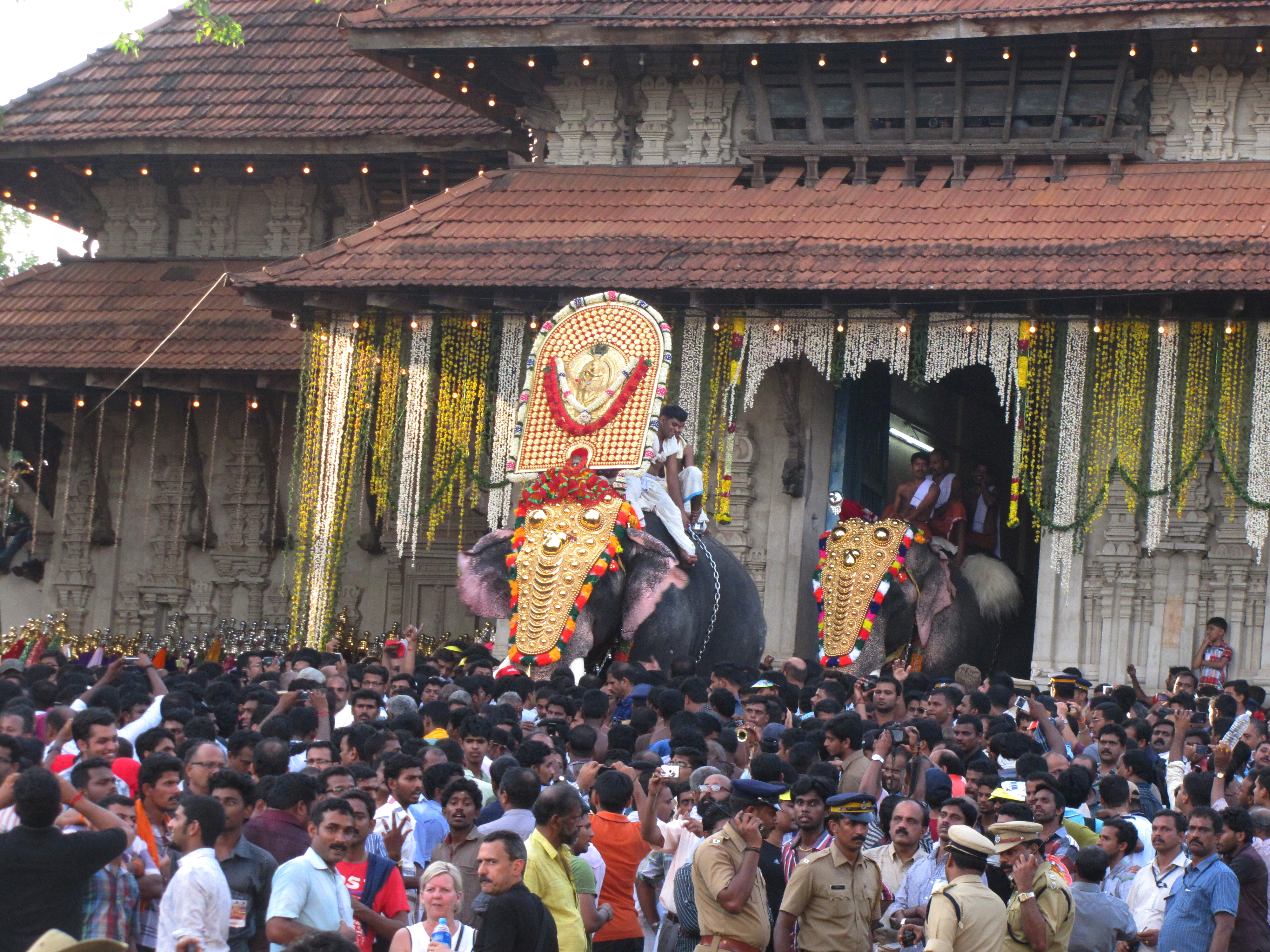
Elefanten bei der rituellen Öffnung des Tempeltors, Thrissur Puram Festival, Kerala
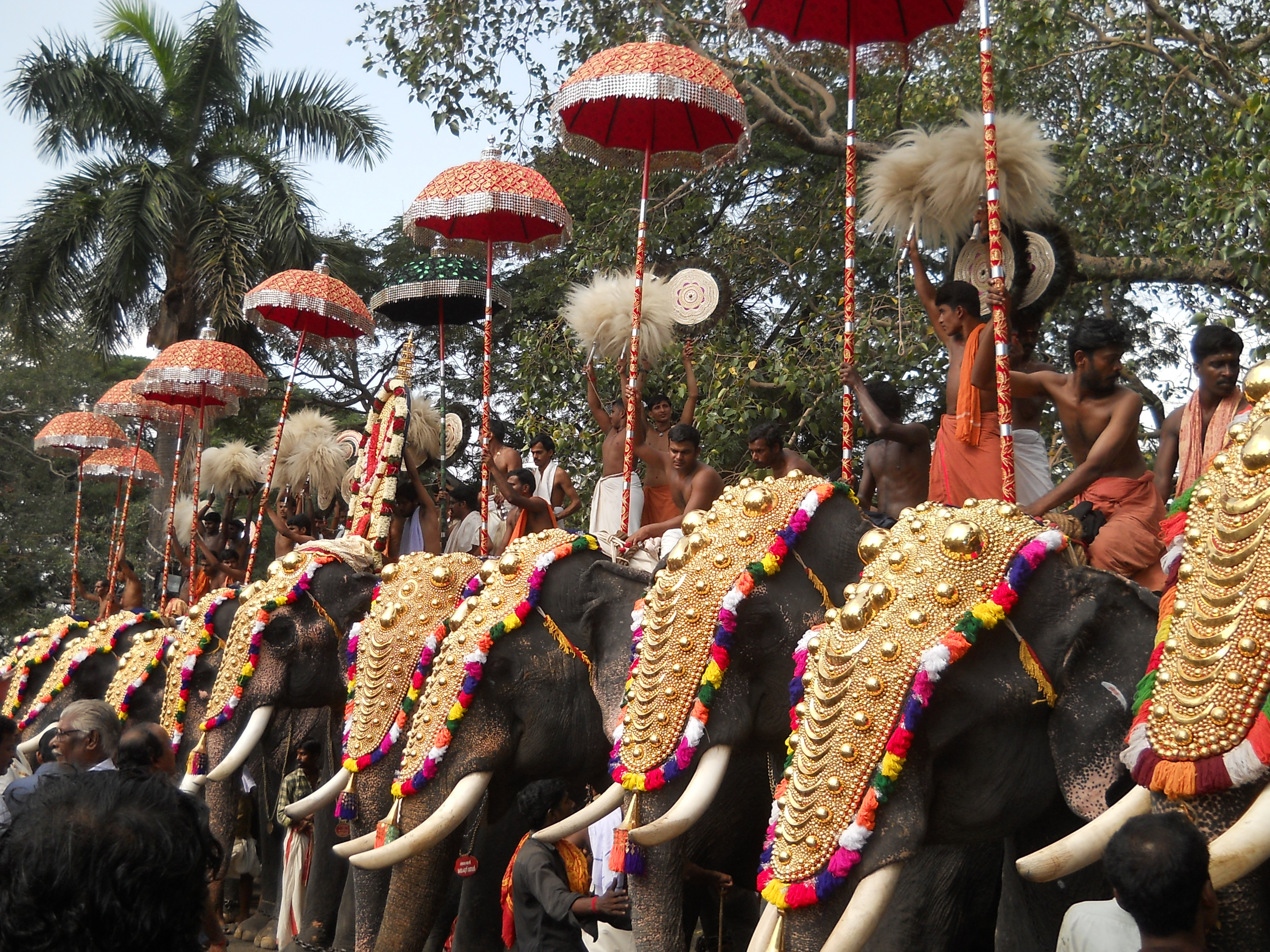
Elefantenparade beim Festival in Thrissur Puram, Kerala, 2011
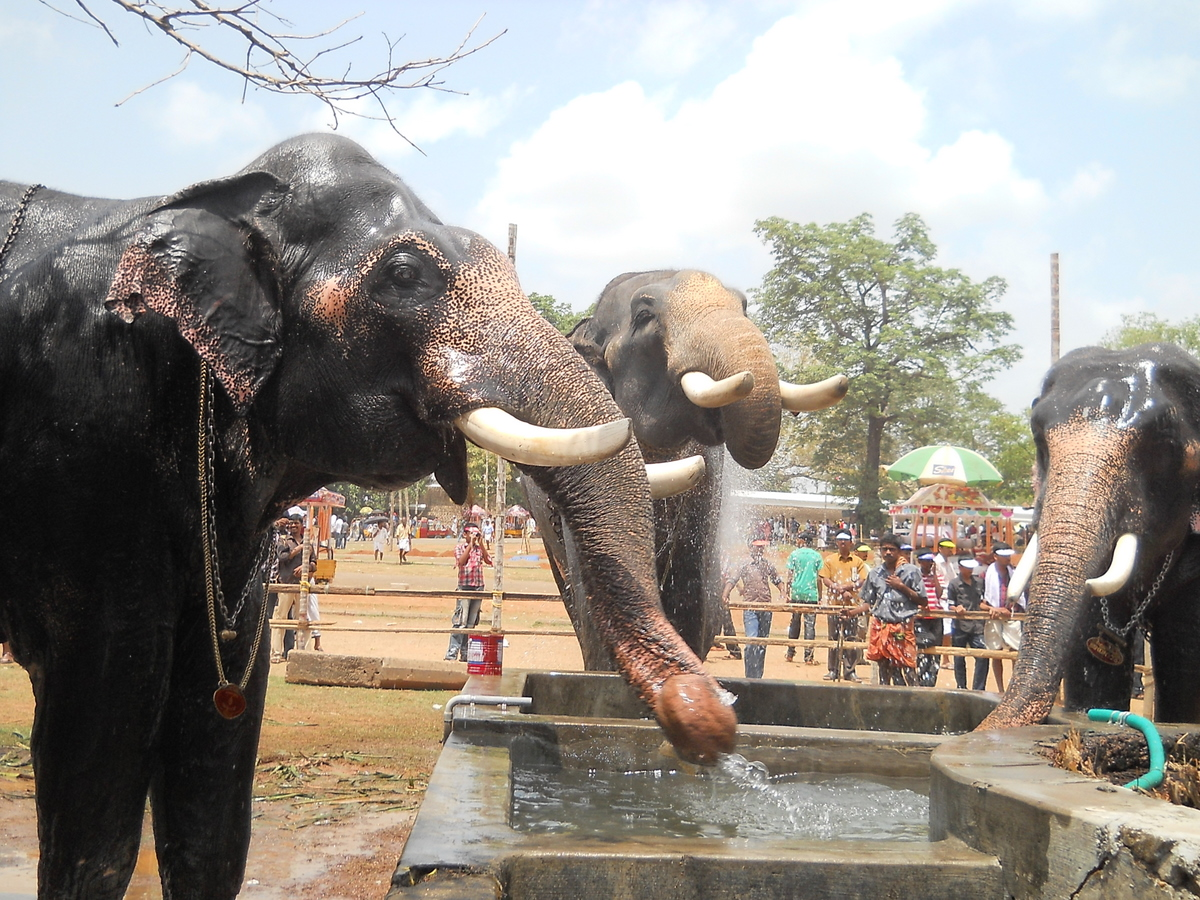
Elefanten am Brunnen während einer Pause beim Festival von Thrissur Puram, Kerala
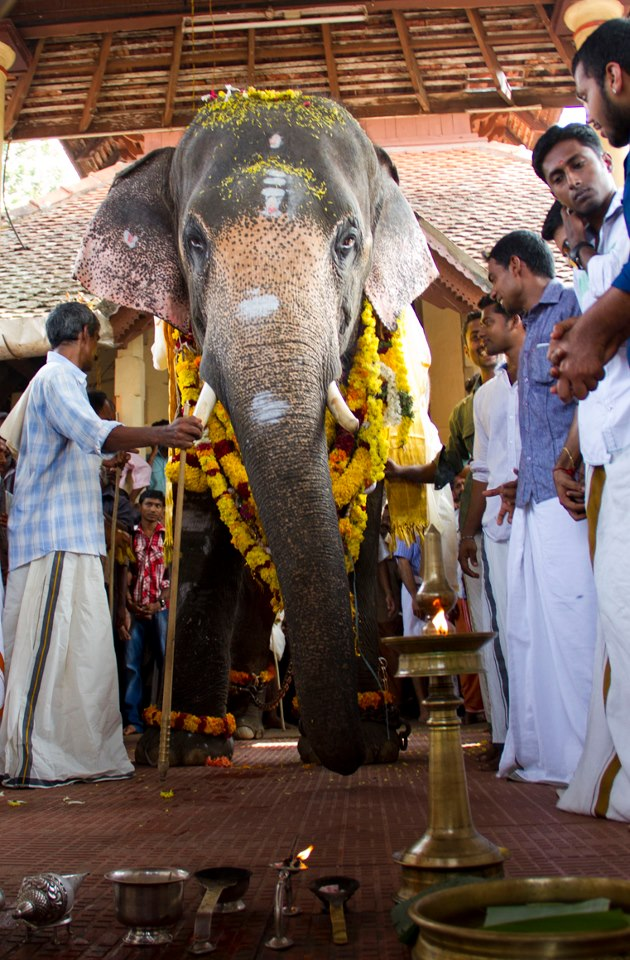
Der Tempelelefant Thiru Vazhappally Mahadevan während eines Tempelrituals, Kerala
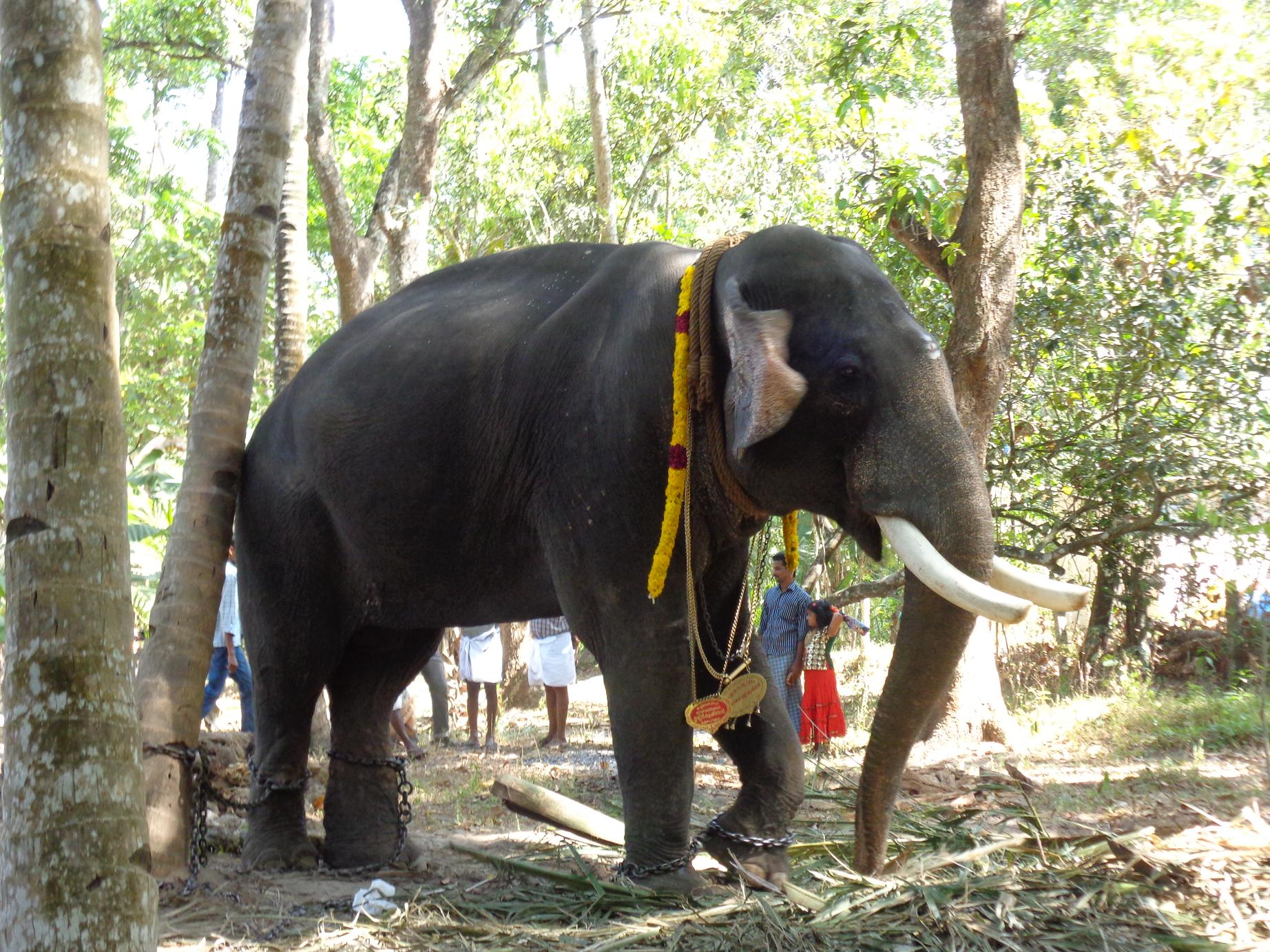
Unnikrishnan, der Tempelelefant des Mavelikara Srikrishanswami Tempels, Kattuvalli, Kerala